# Synchro

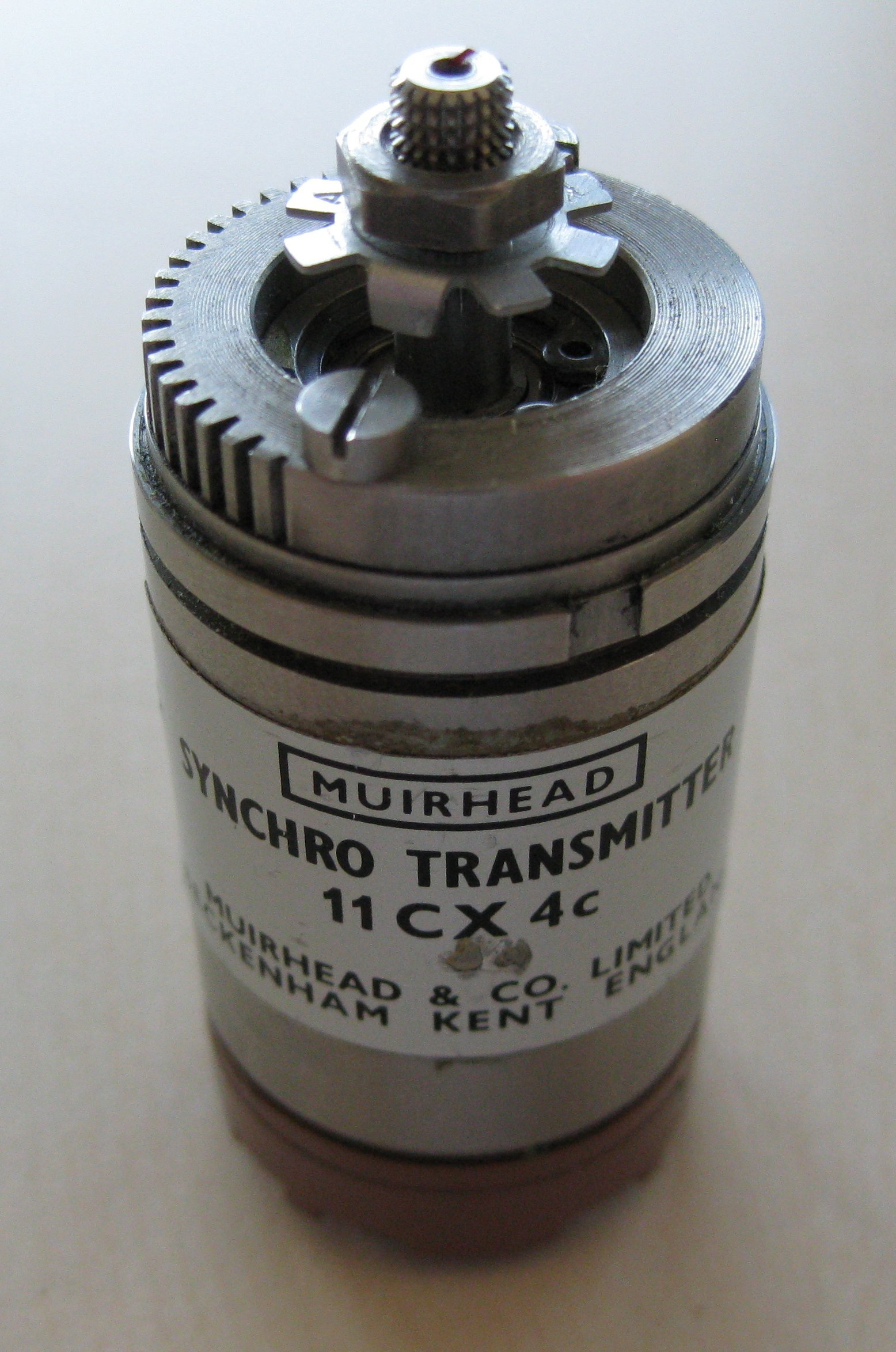
Synchro

Een synchro of synchro-transformator is een transformator waarbij de primaire winding fysiek verdraaid kan worden en er drie secundaire windingen zijn die magnetisch onder een hoek van 120 graden staan. Synchro's werden gebruikt om hoeken of hoekverdraaiingen te meten, bijvoorbeeld bij draaiende antennes.
Indien twee synchro's met elkaar verbonden worden met een wisselspanning op de primaire wikkelingen dan neemt de ene synchro de hoekverdraaiing over van de andere synchro.

## Werking

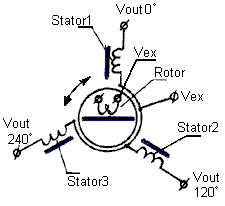
Elektrische opbouw van een synchro

Eenvoudige schakeling met twee synchro's

Als gevolg van een wisselstroom in de primaire wikkeling van de zendende synchro (transmitter) wordt een wisselend magnetisch veld opgebouwd dat in relatie staat met de fysieke hoek van de wikkeling en dus de as van de synchro. Dit magnetisch veld induceert een wisselende spanning in de secundaire wikkelingen waarbij de amplitude van die spanning afhankelijk is van de hoek die die wikkelingen maakt met de primaire wikkeling. Staan de wikkelingen dezelfde richting op dan is de geïnduceerde spanning maximaal. Staat de secundaire haaks op de primaire wikkeling dan is de geïnduceerde spanning nul. Als wisselspanning wordt meestal een spanning met een frequentie van 50, 60 of in vliegtuigen 400 Hz.
In de ontvangende synchro (receiver) wordt door de spanningen op de drie windingen een magnetisch veld opgebouwd dat in de zelfde richting staat als dat in de zender. Als gevolg van de stroom door de primaire wikkeling wordt eveneens een magnetisch veld opgebouwd. De magnetische krachten worden alleen maximaal als deze twee magnetische velden onder dezelfde hoek staan. De as zal derhalve zo draaien dat deze magnetische kracht maximaal is. De as zal altijd naar deze optimale hoek draaien.